# Ullmussling
Ullmussling (Hohenbuehelia fluxilis) är en svampart som först beskrevs av Elias Fries, och fick sitt nu gällande namn av Peter D. Orton 1964. Ullmussling ingår i släktet Hohenbuehelia och familjen musslingar.  Arten är reproducerande i Sverige. Inga underarter finns listade i Catalogue of Life.